# La passeggiata (film)
La passeggiata è un film del 1953, diretto ed interpretato da Renato Rascel. Tratto molto liberamente dal racconto La Prospettiva Nevskij di Gogol', esso costituisce l'unica prova registica dell'artista romano.

## Trama
Paolo Barbato è un timido insegnante che si reca a Roma per assumere una cattedra presso un collegio scolastico, dove, a causa del suo carattere timido e mite, viene preso di mira dal presuntuoso ed invadente Preside dell'Istituto e da altri colleghi. Un giorno, durante una passeggiata al Pincio, vede la giovane Lisa e se ne innamora. Dopo averla incontrata altre volte, trova finalmente il coraggio di parlarle e di accompagnarla a casa.
Quando lei gli si presenta per quello che è, una prostituta, lui fugge sconvolto e disperato. Poi, però, non riuscendo a dimenticarla, torna da lei e cerca di introdurla nel suo ambiente invitandola ad una festa del collegio, attirandosi sia il dileggio dei colleghi, molti dei quali la conoscono per la sua attività, che lo scherno delle amiche e colleghe della giovane. Ma lui spera di poterla redimere e dopo qualche tempo le chiede di sposarlo. Per tutta risposta lei lo deride, lo apostrofa con sarcasmo e lo caccia di casa. Barbato decide quindi di abbandonare Roma per tornare da sconfitto al paese natio.
Non saprà che il suo tentativo di far cambiare Lisa non sarà stato vano. La giovane, anche se lo ha deriso ed insultato, intimamente è rimasta scossa dall'esperienza avuta con il timido insegnante e deciderà di cambiare vita, lasciando anche lei la città.

## Realizzazione del film
Soggetto e sceneggiatura. Dopo il successo ottenuto con l'interpretazione de Il cappotto, con cui aveva sfiorato la premiazione a Cannes e vinto il Nastro d'argento, Renato Rascel decide di insistere con Gogol', portando sullo schermo un altro racconto dello scrittore russo e questa volta assumendo direttamente la regia della pellicola, pur facendosi affiancare da Franco Rossi come consulente tecnico. Come già aveva fatto Lattuada, l'ambientazione viene trasferita dalla Russia (San Pietroburgo) all'Italia, in questo caso a Roma. Non si trattò dell'unica modifica rispetto al soggetto originale; secondo tutti i commentatori il film si è discostato in modo sostanziale dal racconto e, per qualcuno, nonostante vi si faccia riferimento nei titoli di testa, non ha nulla a che spartire con il racconto. Per la sua prima regia, Rascel coinvolge alcuni di coloro che già avevano lavorato a Il cappotto:  tra gli sceneggiatori compaiono infatti Zavattini e Giorgio Prosperi, assieme a Enzo Curreli, un avvocato messinese che aveva fondato la Faro Film, società di produzione che dopo aver lavorato sui documentari aveva esordito nei lungometraggi proprio con il film diretto da Lattuada.

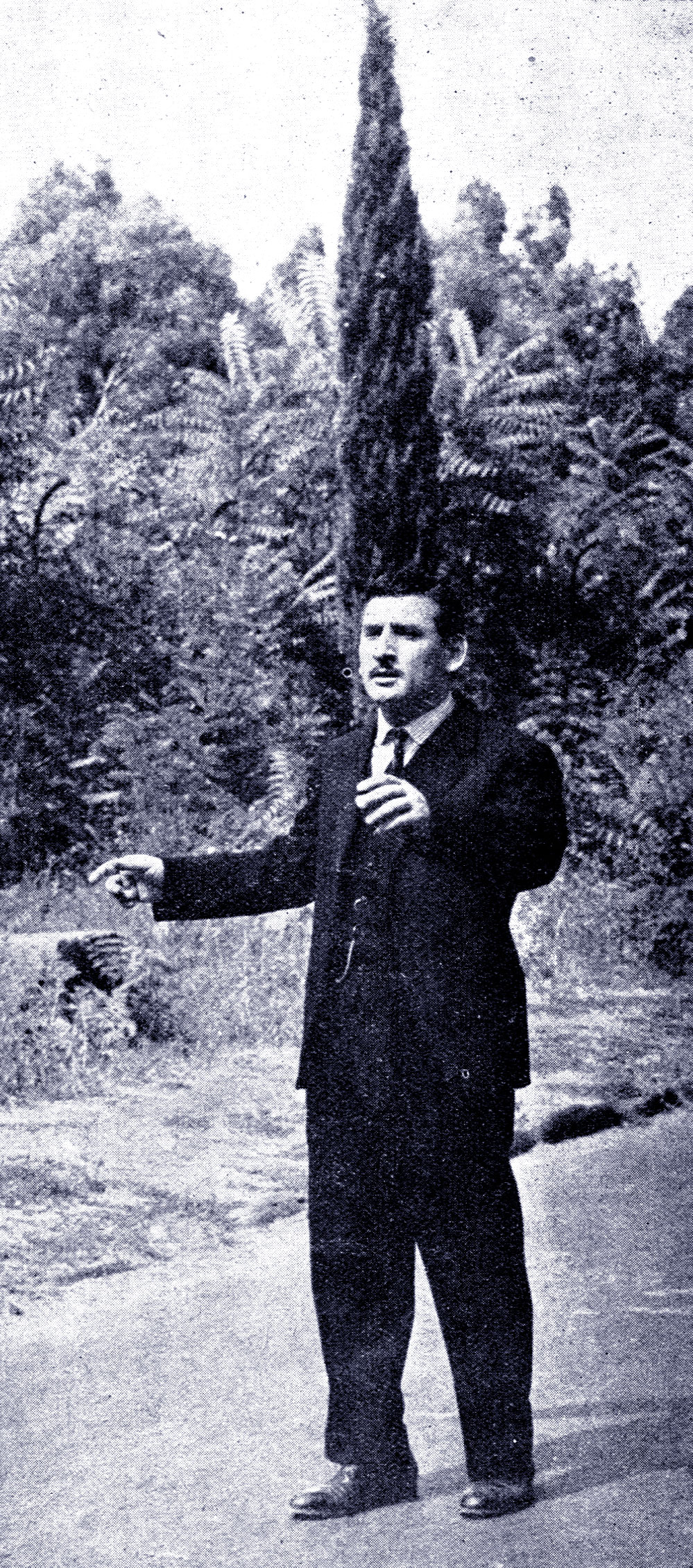
La passeggiata al Pincio del protagonista

Produzione. Nonostante il recente successo, l'artista romano, dovette superare non poche difficoltà in questa impresa, come lui stesso ha raccontato: «Nessun produttore voleva fare La passeggiata, ma con la collaborazione di Zavattini feci tanto che trovai i soldi per farlo. Questo film è nato perché avevo fatto Il cappotto». Fu la Film Costellazione, casa produttrice di "ispirazione cattolica", a quel tempo diretta da Mario Melloni (che poi diventò Fortebraccio), ad accettare la proposta di Rascel. In quello stesso anno essa era impegnata con un altro regista esordiente (Antonio Pietrangeli con Il sole negli occhi) dopo aver centrato l'anno precedente un buon successo con il Processo alla città di Zampa, film accolto da pressoché unanimi commenti positivi. Le riprese iniziarono nella prima metà dell'agosto 1953 e durarono poco più di due mesi, concludendosi ai primi di ottobre dello stesso anno. 

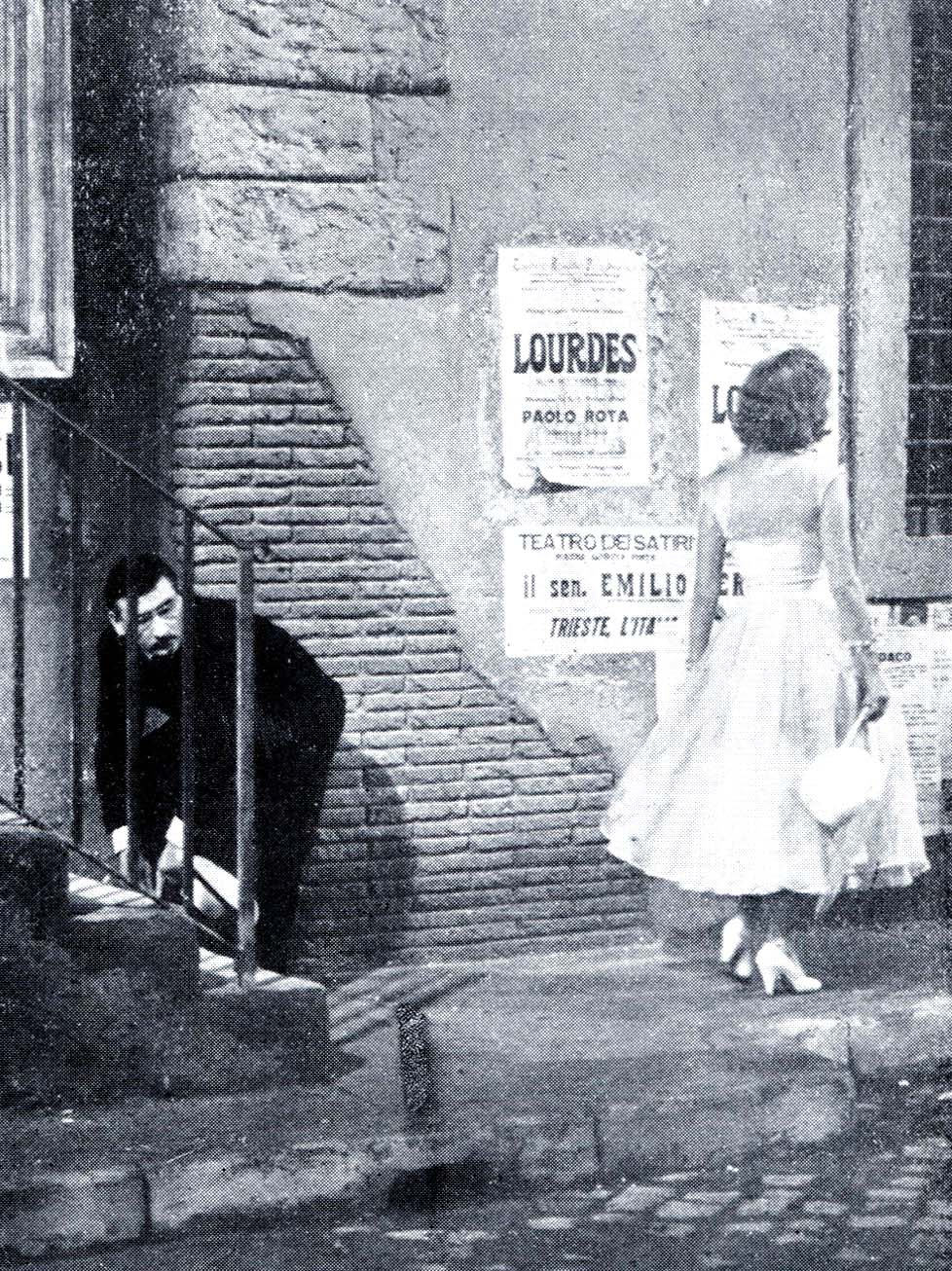
Rascel, timido professore, in una scena con la spigliata Valentina Cortese

Rapporti con la censura. Vi furono difficoltà con la rigida censura del tempo che impose una modifica del finale rispetto al racconto gogoliano, nel quale il protagonista, di fronte al fallimento del suo proposito di redenzione della donna, si suicida. Non era infatti consentito evocare o rappresentare nel cinema il suicidio ed il finale originariamente previsto in sceneggiatura fu quindi vietato. Per altre differenze tra racconto e film (diversità di personaggi, accenni alla tossicodipendenza, comportamenti volgari di Lisa) prudentemente già nella sceneggiatura si era voluto anticipare la censura. Il film ebbe due edizioni, delle quali la seconda aveva una durata inferiore di circa 20 minuti alla prima.

## Accoglienza
Il film uscì nelle sale tra il dicembre 1953 ed il marzo 1954, ma questa prima esperienza di Rascel come regista - che rimase poi l'unica - non incontrò il favore della critica e non ebbe successo neppure sotto l'aspetto economico.

### Critica
Commenti contemporanei. La critica del tempo, pur riconoscendo alcuni meriti di Rascel regista, mise soprattutto in evidenza i limiti del film, come fece La Stampa: «Per le sue [di Rascel n.d.r.] intenzioni bisogna lodarlo, occorreva però uno sgranarsi più ricco, significativo ed appassionante perché il disegno del personaggio apparisse computo e l'attore potesse cimentarsi fino in fondo. Invece il film è lineare, qua e là statico e la regia è un po' inerte. Si tratta di un tentativo apprezzabile, al quale è da augurarsi un seguito più concreto». Meno indulgente furono i giudizi di due riviste del settore. Cinema scrisse che «il successo de Il cappotto ha fatto credere a Rascel di essere entrato in dimestichezza con i classici della letteratura (...) La scelta di un tema del genere per un primo esperimento registico è stata quanto meno imprudente. Rascel si è dimostrato un regista alquanto ingenuo e imbarazzato, arruffone. I molti, troppi, scenaristi lo hanno servito assai malamente. Si è illuso di seguire le orme di Chaplin, illusione pericolosa e presuntuosa». Cinema nuovo   presentò il film come un «racconto melodrammatico - sentimentale ed il tono sdolcinato che ne acquista, purtroppo, lo rende piuttosto ridicolo, anche se non si tratta di un film comico».
Di «romanticismo abusato e di maniera» scrisse il Corriere della Sera, aggiungendo che «egli [Rascel n.d.r.] non ha rinunciato alle sue tipiche esibizioni da comico di rivista, alla sua maschera da mimo. Chi apprezza questa maschera potrà apprezzare questo film, per logora che sia la materia del racconto», mentre L'eco del cinema, pur riconoscendo la serietà di intenti dimostrata dall'artista romano per la sua prima regia, affermò che «molte sono ancora le manchevolezze e molte le reminiscenze di altrui scoperte ed invenzioni, di Chaplin in primo luogo». Da segnalare, inoltre, che tutti i commenti ebbero espressioni di elogio per l'interpretazione di Valentina Cortese («eccellente», secondo il Corriere della Sera), attrice che era da poco rientrata in Italia dopo una lunga parentesi hollywoodiana iniziata nel 1949.
Commenti successivi. Dello stesso tenore i giudizi retrospettivi, dal Catalogo Bolaffi («Purtroppo il regista-attore non riesce a far dimenticare lo stile di avanspettacolo che gli è proprio e dietro un'immagine gogoliana fa capolino spesso una mossa rivistaiola (anche se) il film ha una sottile vena malinconica che non dispiace»), sino, più recentemente, al Mereghetti. che osserva come «purtroppo nel finale la comicità simil-surreale di Rascel appare del tutto fuori luogo, così come la sua recitazione troppo trasognata».

### Risultato commerciale
La passeggiata risulta aver incassato circa 148 milioni di lire. In questo modo il film non riuscì ad apparire nelle classifiche di incasso delle circa 150 pellicole prodotte in Italia nel 1953, anno in cui i campioni al botteghino furono Pane, amore e fantasia di Comencini con circa un miliardo e mezzo di lire, seguito da Il ritorno di don Camillo di Duvivier con circa 960 milioni. Anche Rascel riconobbe l'insuccesso: «Forse il pubblico di allora - ha dichiarato circa venticinque anni dopo - non era preparato ad accettare una storia di un precettore che si innamora di una prostituta. Finanziariamente, sì e no saremo rientrati dei soldi spesi».